# Ferruccio Ranza
Ferruccio Ranza (Fiorenzuola d’Arda, 1892. szeptember 9. – Bologna, 1973. április 25.) hadnagy, egy híres olasz vadászpilóta volt. Első világháborús szolgálata során 17 igazolt és 8 igazolatlan légi győzelmet szerzett a 77. és a 91. Vadászrepülő Osztag pikótájaként. Ranza főként osztrák-magyar repülőgépekkel vívott légi párbajokat, de több ízben került összetűzésbe német gépekkel is. A háborút túlélte 1973-ban hunyt el.

## Élete

### Fiatalkora
Ferruccio Ranza 1892-ben született egy Fiorenzuola d’Arda nevezetű helységben.

### Katonai szolgálata
Ranza megközelítőleg 1915 végén kerülhetett az olasz légierőhöz, azonban erre csupán a légi győzelmek megszerzéseinek idejéből lehet következtetni. Hamarosan a Squadriglia 77 (77. Vadászrepülő Osztag) pilótája lett. Ebben a repülőszázadban 4 igazolt és két igazolatlan légi győzelmet szerzett. Elsőt 1916. július 27-én egy Hansa-Brandenburg C.I-est majd szeptember 16-án egy hidroplánt lőtt le. Következő két légi győzelmét duplázva szerezte 25-én kétüléses vadászgépek ellen. 1917 második félévében áthelyezték a Squadriglia 91-be amely a világháború legeredményesebb olasz repülőszázada volt.  A 91. osztagnál az első légi győzelmét 1917. június 13-án szerezte, és mivel ez volt összesítettben az ötödik légi győzelme elnyerte az ászpilóta minősítést. 1917 évében további hét igazolt légi győzelmet szerzett köztük hármat német kétülésesek ellenében. 1918. január 12-én szerezte meg tizenharmadik légi győzelmét, majd február 10-én duplázott. 1918. június 15-én legyőzött egy Hansa-Brandenburg C.I-es vadászrepülőgépet. Utolsó igazolt légi győzelmeként pedig egy kétülésest lőtt le. 

### Légi győzelmei
| Sorszám | Dátum                | Beosztási hely | Ellenfél              |
| ------- | -------------------- | -------------- | --------------------- |
| 1       | 1916. július 27.     | 77ª            | Hansa-Brandenburg C.I |
| 2       | 1916. szeptember 14. | 77ª            | Hidroplán             |
| 3       | 1916. november 25.   | 77ª            | Kétüléses             |
| 4       | 1916. november 25.   | 77ª            | Kétüléses             |
| 5       | 1917. június 23.     | 91ª            | Kétüléses             |
| 6       | 1917. augusztus 2.   | 91ª            | Hansa-Brandenburg C.I |
| 7       | 1917. szeptember 23. | 91ª            | Hansa-Brandenburg C.I |
| 8       | 1917. október 25.    | 91ª            | Kétüléses             |
| 9       | 1917. november 21.   | 91ª            | Kétüléses             |
| 10      | 1917. november 30.   | 91ª            | Kétüléses             |
| 11      | 1917. december 7.    | 91ª            | Hansa-Brandenburg C.I |
| 12      | 1917. december 30.   | 91ª            | Albatros              |
| 13      | 1918. január 12.     | 91ª            | DFW C                 |
| 14      | 1918. február 10.    | 91ª            | Hansa-Brandenburg C.I |
| 15      | 1918. február 10.    | 91ª            | Felderítő             |
| 16      | 1918. június 15.     | 91ª            | Hansa-Brandenburg C.I |
| 17      | 1918. augusztus 17.  | 91ª            | Kétüléses             |